# Сент-Люсия на летних Олимпийских играх 2024

## Медали
| Медаль  | Спортсмен(ы)   | Вид спорта      | Дисциплина        | Дата      |
| ------- | -------------- | --------------- | ----------------- | --------- |
| Золото  | Жюльен Альфред | Лёгкая атлетика | Бег на 100 метров | 3 августа |
| Серебро | Жюльен Альфред | Лёгкая атлетика | Бег на 200 метров | 6 августа |

## Квалификация
| № п/п | Вид спорта      | Мужчины        | Мужчины                | Женщины        | Женщины                | Всего          | Всего                  |
| № п/п | Вид спорта      | Завоевано квот | Количество спортсменов | Завоевано квот | Количество спортсменов | Завоевано квот | Количество спортсменов |
| ----- | --------------- | -------------- | ---------------------- | -------------- | ---------------------- | -------------- | ---------------------- |
| 1     | Лёгкая атлетика | 2              | 1                      | 1              | 1                      | 3              | 2                      |
| 2     | Парусный спорт  | 1              | 1                      |                |                        | 1              | 1                      |
| 2     | Плавание        | 1              | 1                      |                |                        | 1              | 1                      |
|       | ИТОГО           | 4              | 3                      | 1              | 1                      | 5              | 4                      |

## Состав команды
Лёгкая атлетика
1. Майкл Джозеф[англ.]
2. Жюльен Альфред

 Парусный спорт
1. Люк Шеврье[англ.]

 Плавание
1. Джейхан Одлум-Смит[англ.]

## Легкая атлетика
Легкоатлеты Сент-Люсии выполнили норматив для участия в Играх 2024 года, пройдя прямую квалификацию, в двух дисциплинах у женщин и получили одно универсальное место в соревнования мужчин.
Беговые дисциплины
| Спортсмен      | Дисциплина    | Забеги    | Забеги | Утеш. забеги | Утеш. забеги | Полуфиналы           | Полуфиналы           | Финал                | Финал                |
| Спортсмен      | Дисциплина    | Результат | Место  | Результат    | Место        | Результат            | Место                | Результат            | Место                |
| -------------- | ------------- | --------- | ------ | ------------ | ------------ | -------------------- | -------------------- | -------------------- | -------------------- |
| Майкл Джозеф   | Мужчины 400 м | 45,69     | 8 R    | 45,64        | 4            | завершил выступление | завершил выступление | завершил выступление | завершил выступление |
| Жюльен Альфред | Женщины 100 м | 10,95     | 5 Q    | —            | —            | 10,84                | 1 Q                  | 10,72 NR             | 1                    |
| Жюльен Альфред | Женщины 200 м | 22,41     | 1 Q    | —            | —            | 21,98                | 2 Q                  | 22,08                | 2                    |

## Парусный спорт
Сент-Люсия получила одно универсальное место в соревнованиях по парусному спорту. 
Медальные гонки
| Спортсмен  | Дисциплина     | Гонка | Гонка | Гонка | Гонка | Гонка | Гонка | Гонка | Гонка | Гонка    | Гонка    | Гонка | Баллы | Место |
| Спортсмен  | Дисциплина     | 1     | 2     | 3     | 4     | 5     | 6     | 7     | 8     | 9        | 10       | M*    | Баллы | Место |
| ---------- | -------------- | ----- | ----- | ----- | ----- | ----- | ----- | ----- | ----- | -------- | -------- | ----- | ----- | ----- |
| Люк Шеврье | Мужчины ILCA 7 | 24    | 36    | 19    | 25    | 11    | 28    | 27    | 29    | отменены | отменены | EL    | 163   | 29    |

M = Медальная гонка; EL = Выбыл — не участвовал в медальной гонке

## Плавание
Сент-Люсия получила одно универсальное место для участия в олимпийском турнире пловцов.
| Спортсмен          | Дисциплина                  | Заплывы | Заплывы | Полуфиналы           | Полуфиналы           | Финал                | Финал                |
| Спортсмен          | Дисциплина                  | Время   | Место   | Время                | Место                | Время                | Место                |
| ------------------ | --------------------------- | ------- | ------- | -------------------- | -------------------- | -------------------- | -------------------- |
| Джейхан Одлум-Смит | Мужчины 100 м вольный стиль | 50,39   | 44      | завершил выступление | завершил выступление | завершил выступление | завершил выступление |